# CSNET
Computer Science Network (CSNET) は1981年、アメリカ合衆国で運用開始されたコンピュータネットワーク。その目的は、予算や認可制限のためにARPANETに直接接続できないでいる学究機関の計算機科学部門にネットワークの利便性を提供することだった。国家規模のネットワークを広めることに大きな役割を演じ、世界規模のインターネットへと至る発展の道程の大きなマイルストーンとなった。最初の3年間 (1981-1984)、アメリカ国立科学財団がCSNETの資金を出した。

## 歴史
ウィスコンシン大学マディソン校のローレンス・ランドウェバーは、複数の大学（ジョージア工科大学、ミネソタ大学、ニューメキシコ大学、オクラホマ大学、パデュー大学、カリフォルニア大学バークレー校、ユタ大学、バージニア大学、ワシントン大学、ウィスコンシン大学、イェール大学）によるコンソーシアムのためにCSNETの元となる提案書を書いた。アメリカ国立科学財団 (NSF) はデラウェア大学のデビッド・J・ファーバーにレビューを依頼した。ファーバーはその仕事を大学院生のデイブ・クロッカーに任せた。クロッカーは当時既に電子メールの開発に関わっていた。このプロジェクトは関心を集めたが、実現には大幅な改良が必要だった。その提案書は最終的にヴィントン・サーフとDARPAの支援を得ることになる。1980年、NSFはそのネットワーク立ち上げ資金として500万ドルを出した。当時のNSFにとってこれは極めて大規模なプロジェクトである。出資に際して、そのネットワークが1986年までに自立すること（つまり、それまでに資金を打ち切る）が規定に盛り込まれている。
ランドウェバー（ウィスコンシン大学）、ファーバー（デラウェア大学）、ピーター・J・デニング（パデュー大学）、アンソニー・ハーン（ランド研究所）、ビル・カーン (NSF) というメンバーからなる運営チームが結成される。1984年、CSNETが完全に運用を開始すると、そのシステムと運用はケンブリッジ (マサチューセッツ州) のBolt Beranek and Newman (BBN) に任されることになった。
1981年、3カ所が接続された。デラウェア大学、プリンストン大学、パデュー大学である。1982年、24カ所が接続され、1984年には84カ所に拡大しており、イスラエルの1カ所も含まれている。その後間もなく、オーストラリア、カナダ、フランス、ドイツ、韓国、日本の大学の計算機科学部門との接続がなされている。CSNETは最終的に180以上の学究機関を相互接続している。
自由ソフトウェアをネットワークで配布する初期の実験が、netlibを対象としてCSNET上で行われた。
CSNETは全米科学財団ネットワーク (NSFNET) の前身となり、NSFNETはインターネットのバックボーンとなった。CSNETは1989年まで自律的に運営され、その時点でBitnetと統合されて Corporation for Research and Educational Networking (CREN) となった。NSFNETとNSFが支援した各地域のネットワークが成功し、CSNETのサービスは冗長なものとなったため、1991年10月にCSNETのネットワークは停止した。

## 構成要素
CSNETプロジェクトは3つの主要な要素から成っていた。電子メール中継サービス（デラウェア大学とRAND）、ネームサービス（ウィスコンシン大学）、TCP/IP-over-X.25 トンネリング技術（パデュー大学）である。初期のアクセスでは電子メール中継のみで、電話回線でのダイヤルアップか X.29/X.25 の端末エミュレーションを使い、デラウェアとRANDにあるゲートウェイを経由する。その後TCP/IPが追加され、X.25上でもTCP/IPが使えるようになった。
クロッカーがメール転送エージェントの一種であるMMDFを開発すると、電子メール中継サービスは Phonenet と呼ばれるようになった。CSNETのネームサービスは、電子メールアドレスの人手または自動的な検索ができるもので、ユーザー名、役職、所属などをキーとして検索可能だった。X.25トンネリングでは、商用のX.25サービス (Telenet) を経由してARPANETに直接接続することができ、CSNETのコンピュータがARPANETと商用X.25ネットワークの中継を行うことで、TCP/IPでの通信を可能とする。CSNETのソフトウェアはDECのVAX-11システム上のBSDで開発されたが、各種ハードウェアおよびオペレーティングシステムに移植されていった。

## 再評価
2009年7月、ストックホルムで開催された Internet Engineering Task Force の会議で、インターネットソサエティはCSNETの先駆的貢献を称え、Jonathan B. Postel Service Award を授与した。ランドウェバーや他の研究責任者を代表してクロッカーが賞を受け取った。その授賞式の録音が残っている。